# James Marr (biologiste)
Ne doit pas être confondu avec James Marr (historien).
Pour les articles homonymes, voir Marr.
James William Slessor Marr (9 décembre 1902 à Aberdeen - 30 avril 1965) est un biologiste marin et explorateur polaire écossais.

## Biographie
Marr fait ses études à Aberdeen.
Lui et Norman Mooney sont deux scouts qui sont sélectionnés par Ernest Shackleton à le rejoindre sur l'expédition Shackleton-Rowett en 1921. Plus tard, lui qui n'avait que 18 ans à l'époque, écrit le livre Into The Frozen South (1923) pour relater son expérience.
Il participe à plusieurs autres expéditions dans l'Antarctique comme zoologiste, dont l'expédition BANZARE avec Douglas Mawson.
Il est ensuite devenu un biologiste marin, en prenant part aux Discovery Investigations et se spécialisant dans l'étude du krill antarctique.
Entré dans l'armée la Seconde Guerre mondiale, le lieutenant Marr conduit l'opération Tabarin et travaille sur la mise en conserve et la congélation de viande de baleine pour la consommation humaine.
À partir de 1949, il est considéré comme le principal scientifique de National Institute of Oceanography of Great-Britain.
En 1954, il reçoit la médaille polaire.
Il meurt à 62 ans. Marié, il était père de cinq enfants.